# Begonia labordei
Espèce
Synonymes
- Begonia harrowiana Diels[1]
- Begonia labordei var. labordei[1]
- Begonia polyantha H.Lév.[1]

Begonia labordei est une espèce de plantes de la famille des Begoniaceae. Ce bégonia est originaire de Chine. L'espèce fait partie de la section Diploclinium. Elle a été décrite en 1904 par Hector Léveillé (1863-1918). L'épithète spécifique labordei est un hommage à Laborde, récolteur du type.

## Description

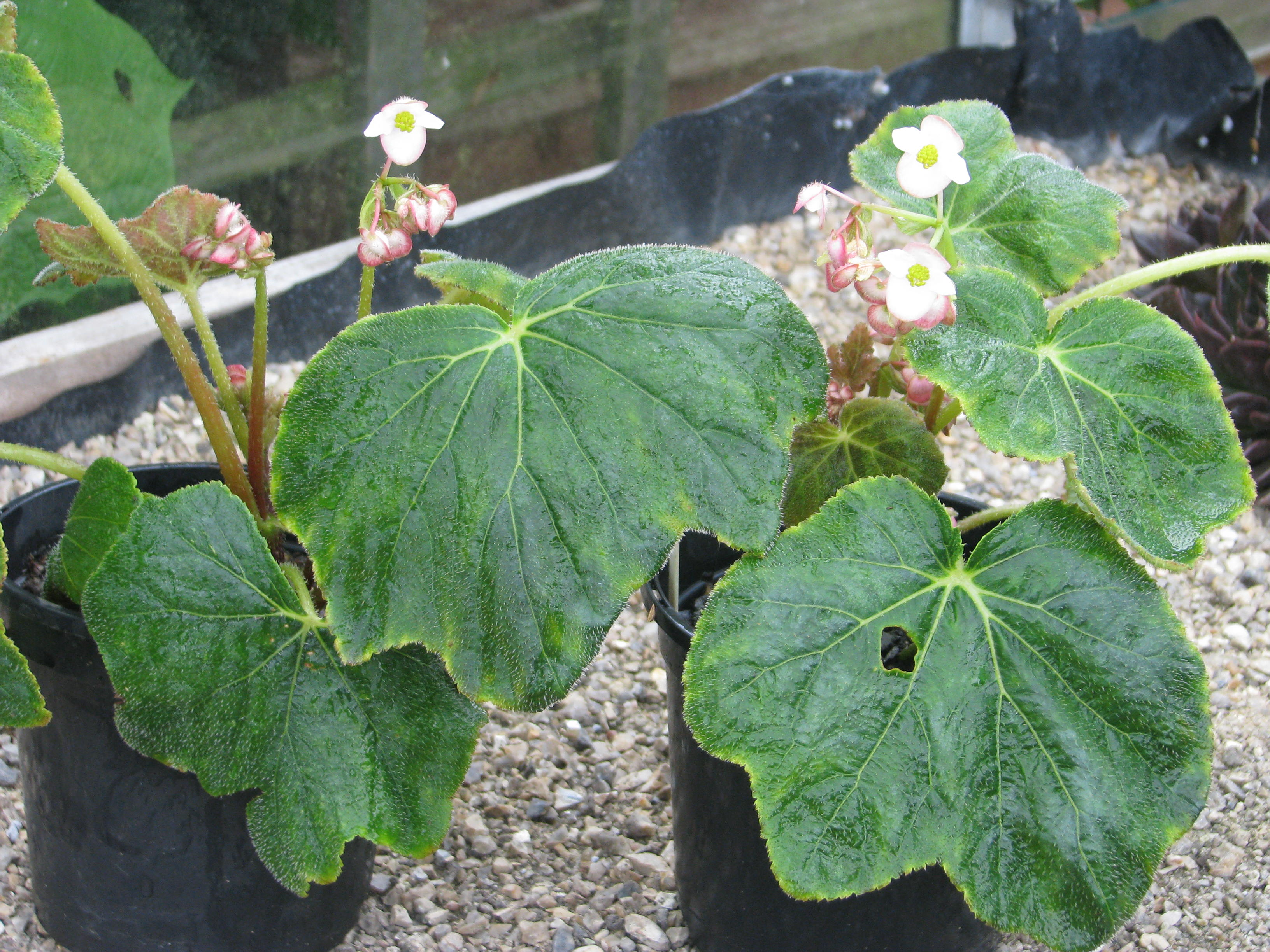
Aspect global (spécimen cultivé)
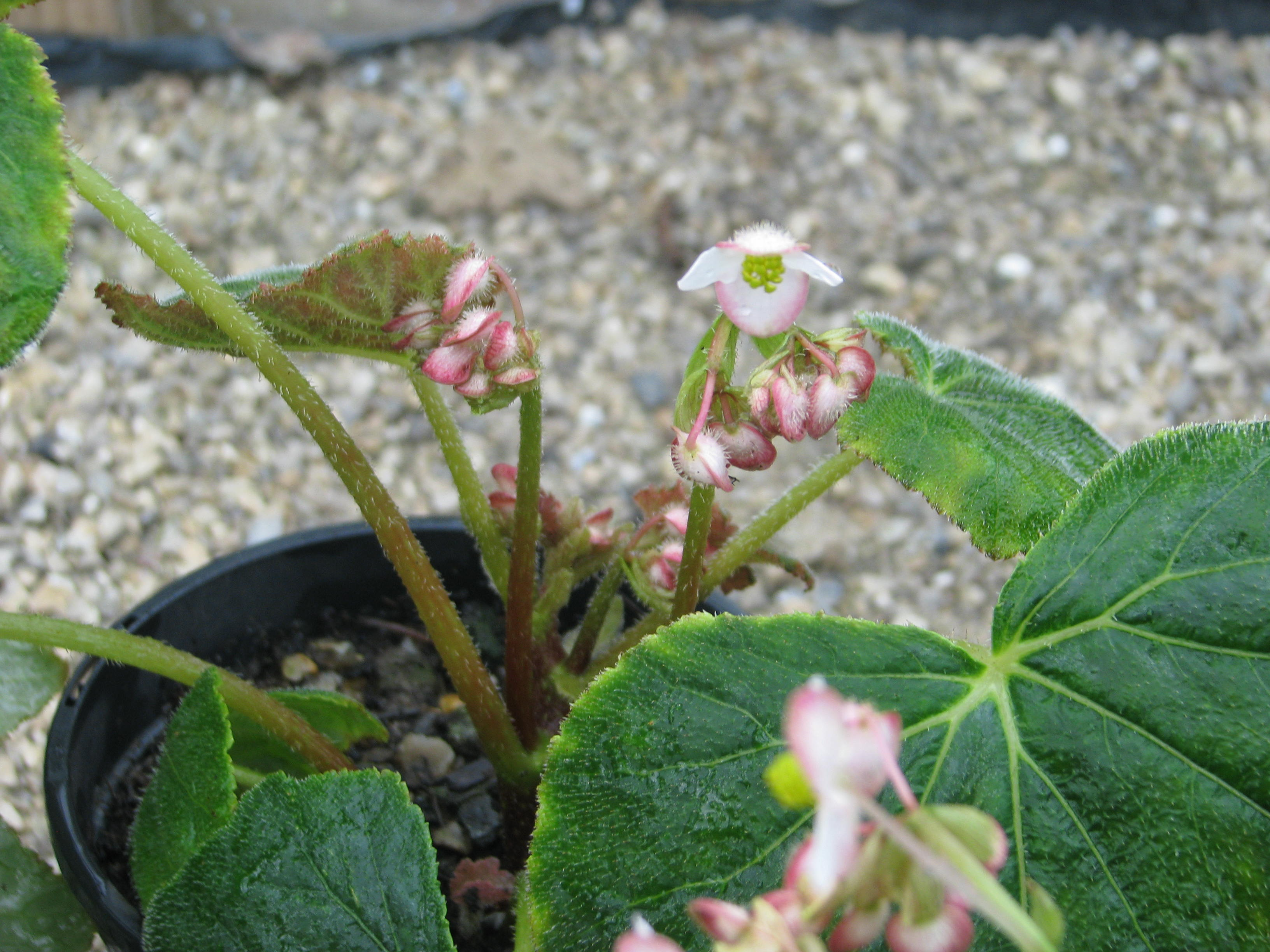
Détail de la floraison (spécimen cultivé)

## Répartition géographique
Cette espèce est originaire du pays suivant : Chine.

## Liste des variétés
Selon Tropicos (7 février 2017) (Attention liste brute contenant possiblement des synonymes) :
- variété Begonia labordei var. labordei
- variété Begonia labordei var. unialata Ku